# Asteia arabica
Asteia arabica är en tvåvingeart som beskrevs av Deeming 2010. Asteia arabica ingår i släktet Asteia och familjen smalvingeflugor. Inga underarter finns listade i Catalogue of Life.